# Actinodaphne archboldiana
Actinodaphne archboldiana är en lagerväxtart som beskrevs av C. K. Allen. Actinodaphne archboldiana ingår i släktet Actinodaphne och familjen lagerväxter. Inga underarter finns listade i Catalogue of Life.